# نيل هاريس
نيل هاريس (بالإنجليزية: Neil Harris)‏ (12 يوليو 1977 في المملكة المتحدة - ) هو مدرب كرة قدم ولاعب كرة قدم بريطاني في مركز الهجوم. لعب مع كارديف سيتي ونادي غيلينغهام ونادي ميلوول ونوتينغهام فورست ونادي كامبريدج ستي ونادي ساوثيند يونايتد.

## وصلات خارجية
- نيل هاريس على موقع قاعدة بيانات كرة القدم.إي يو (الإنجليزية)
- نيل هاريس على موقع Soccerbase.com (لاعب) (الإنجليزية)